# Nkonin
Nkonin est une localité du Cameroun située dans la région du Nord-Ouest et le département du Bui. Elle fait partie de la commune de Mbiame.

## Localisation
Le village de Nkonin est situé à environ 62 km de Bamenda, le chef-lieu de la Région du Nord-Ouest et à 258 km de Yaoundé la capitale du Cameroun. 

## Population
Lors du recensement de 2005, on y a dénombré 415 habitants dont 255 hommes et 160 femmes.

## Éducation
Il y a une école primaire.

## Santé
Il y a un centre de santé depuis 2011.